# Hortense de Beauharnais
Pour les articles homonymes, voir Beauharnais.
Titre
Reine consort de Hollande
5 juin 1806 – 1er juillet 1810
(4 ans et 26 jours)
Hortense de Beauharnais, reine de Hollande (1806-1810), duchesse de Saint-Leu (Saint-Leu-la-Forêt) (1814), née le 10 avril 1783 à Paris et morte le 5 octobre 1837 au château d'Arenenberg dans le canton de Thurgovie en Suisse, est un membre de la famille impériale française, fille de Joséphine de Beauharnais et mère de l'empereur Napoléon III. Elle fut aussi compositrice.

## Biographie

### Jeunesse
Fille de Marie-Josèphe Tascher de La Pagerie (future Joséphine de Beauharnais, impératrice, épouse de Napoléon) et de son premier mari le vicomte Alexandre de Beauharnais (qui accuse sa femme d'adultère à l'annonce de sa grossesse), elle a pour beau-père l'empereur Napoléon Ier, qui épouse sa mère en 1796, après la mort sur l'échafaud du vicomte en 1794. Joséphine et Alexandre sont tous deux des colons créoles de la Martinique où leurs familles possèdent esclaves et plantations sur l'île et à Saint-Domingue.
Ses parents vivent séparément lorsqu'éclate la Révolution française. En 1789, son père est élu député de la noblesse aux États généraux et préside l'Assemblée Constituante durant les journées de la fuite à Varennes de la famille royale. Durant la Terreur, le vicomte est arrêté puis guillotiné et son épouse est emprisonnée ; mais libérée après la chute de Robespierre, elle reprend sa vie mondaine et devient la maîtresse de Barras, l'homme le plus influent du Directoire.
En 1795, Hortense entre à douze ans dans la pension de Mme Campan à Saint-Germain-en-Laye puis fréquente à sa majorité la haute société consulaire. La même année, le général Bonaparte se fait remarquer en réprimant au canon une insurrection royaliste sur les marches de l'église Saint-Roch à Paris.
Après son mariage avec leur mère, Napoléon décide d'adopter Hortense et son frère aîné, Eugène, le 8 mars 1796.
En 1799, Bonaparte prend le pouvoir et donne à la France un nouveau type de gouvernement : le Consulat. À 16 ans, Hortense est la fille de l'homme le plus puissant de France.

### Mariage et descendance
Joséphine, qui tient à se concilier la famille Bonaparte qui la jalouse, voire la hait, souhaite une nouvelle union pour sceller l'alliance des familles Bonaparte et Beauharnais.
Elle fait marier sa fille, Hortense, le 4 janvier 1802 à Louis Bonaparte (1778-1846), l'un des frères cadets du Premier Consul. La cérémonie au palais des Tuileries est célébrée le 6 janvier par le cardinal Caprara. Hortense devient ainsi la belle-sœur de son beau-père. Le couple a trois fils :
- Napoléon-Charles Bonaparte (10 octobre 1802 – 5 mai 1807) ;
- Napoléon-Louis (11 octobre 1804 – 17 mars 1831) ;
- Charles Louis Napoléon (20 avril 1808 – 9 janvier 1873), futur Napoléon III, Empereur des Français. Son père, doutant de sa paternité, ne reconnut Charles Louis Napoléon que sous la pression de son frère.

En 1804, Louis et Hortense font l'acquisition du château de Saint-Leu, qu'elle conserve jusqu'en 1815 et où elle donne des fêtes fastueuses.
Le mariage se révèle désastreux : Hortense est follement éprise du général Duroc, aide de camp de l'empereur (certains prétendent qu'ils ont même été amants[réf. nécessaire]), tandis que Louis, hypocondriaque, souffre d'une obsession de la persécution, d'une paralysie du bras droit et d'une maladie vénérienne jamais soignée. Il tourmente sa femme de sa jalousie morbide.
Belle, séduisante et intelligente, Hortense tombe amoureuse de Charles de Flahaut, aide de camp de Murat et fils naturel de Talleyrand, dont elle eut un fils naturel, Charles (1811-1865), futur duc de Morny.
Napoléon disait à son propos :

« Hortense, si bonne, si généreuse, si dévouée, n’est pas sans avoir quelques torts avec son mari ; j’en dois convenir, en dehors de toute l’affection que je lui porte et du véritable attachement que je sais qu’elle a pour moi. »

Elle avait pour devises « Fortuna infortuna forti, una » (la fortune et l'infortune ne font qu'une pour le fort) et « Moins connue, moins troublée. Mieux connue, mieux aimée ».

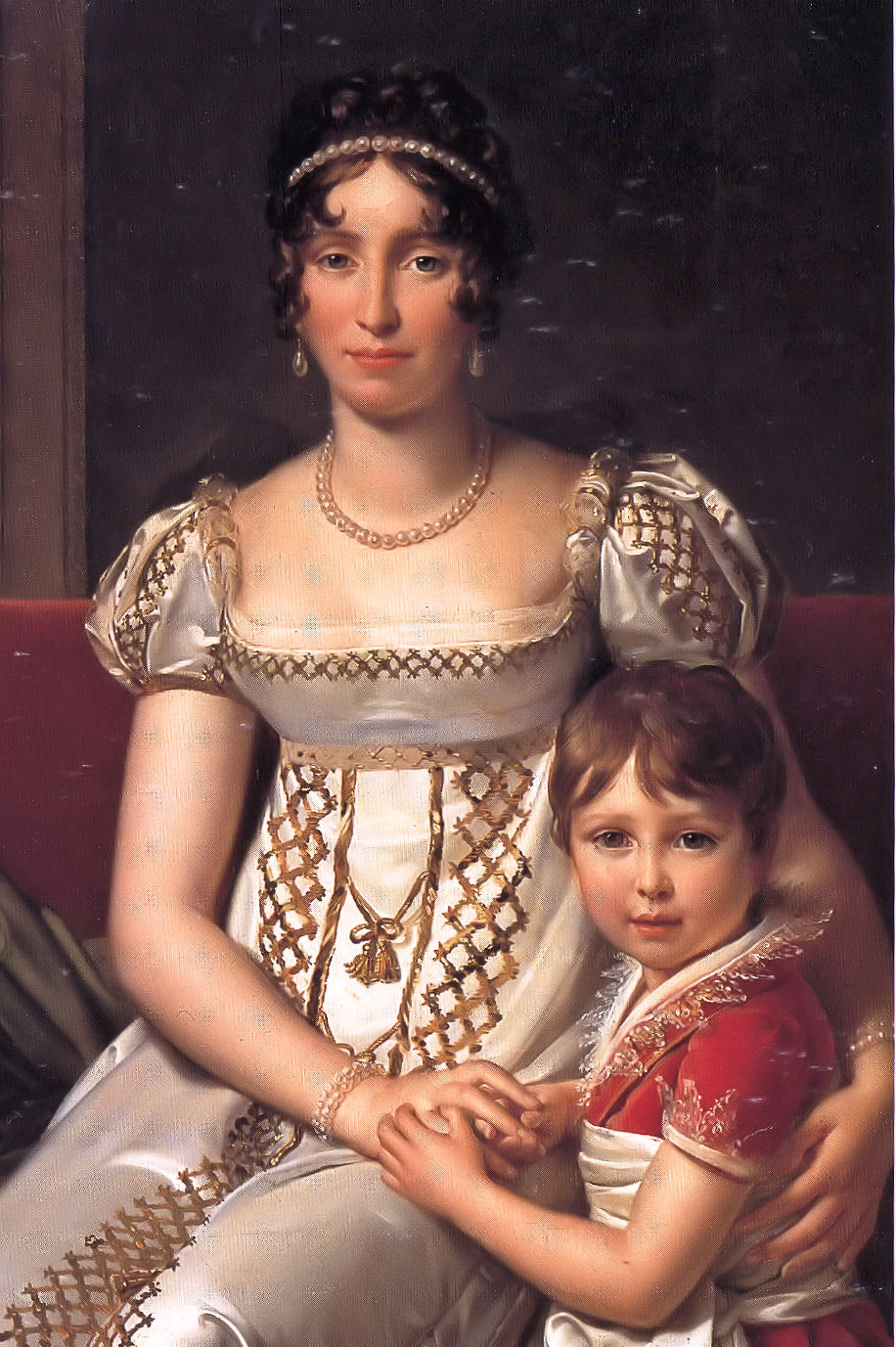
Hortense de Beauharnais et son fils Napoléon Charles par François Gérard (1806).
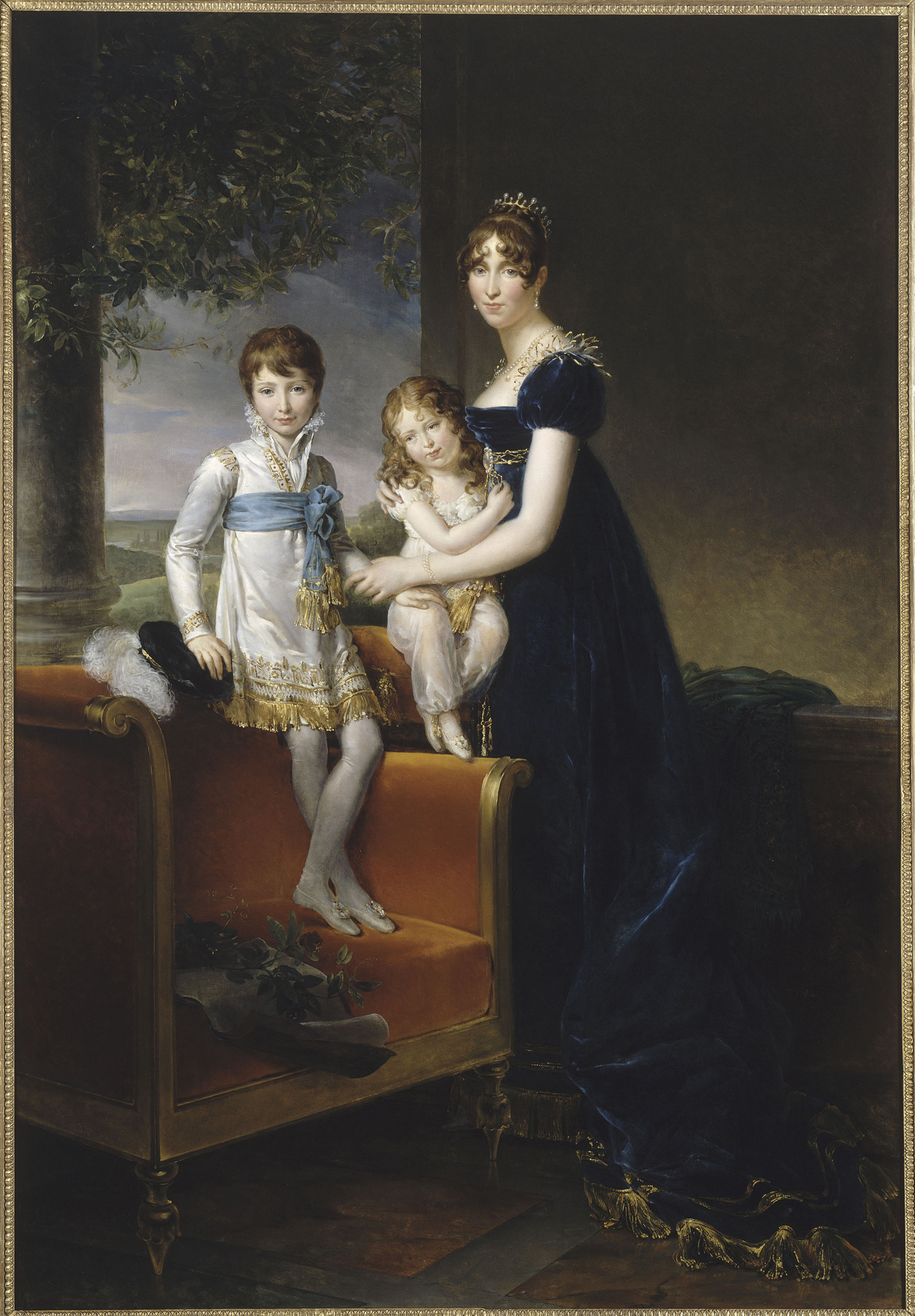
Hortense de Beauharnais avec ses deux plus jeunes fils : Napoléon-Louis, (futur Louis-Napoléon II) et Charles-Louis-Napoléon (futur Napoléon III).

### Reine de Hollande
Louis devenant roi de Hollande en 1806, elle-même devient reine de Hollande (d'où son surnom de reine Hortense).
Elle règne jusqu'en 1810, date à laquelle le royaume de Hollande est annexé par Napoléon Ier. Malgré le divorce de l'empereur, son tact lui permet de devenir l’une des rares intimes de la nouvelle impératrice Marie-Louise d'Autriche de huit ans sa cadette.
La reine Hortense, férue de musique, compose la mélodie de Le Beau Dunois plus connue sous le titre de Partant pour la Syrie. Le musicologue Arthur Pougin avait attribué cette composition au flûtiste virtuose et professeur de flûte de la reine, Louis Drouet. Des études musicologiques plus récentes ont infirmé cette attribution. Cette romance composée à Malmaison en 1807, dont les paroles furent écrites par le comte Alexandre de Laborde, eut rapidement un grand succès. Son origine comme sa popularité en feront sous la Restauration un chant de ralliement pour les bonapartistes.

### La chute de l'Empire

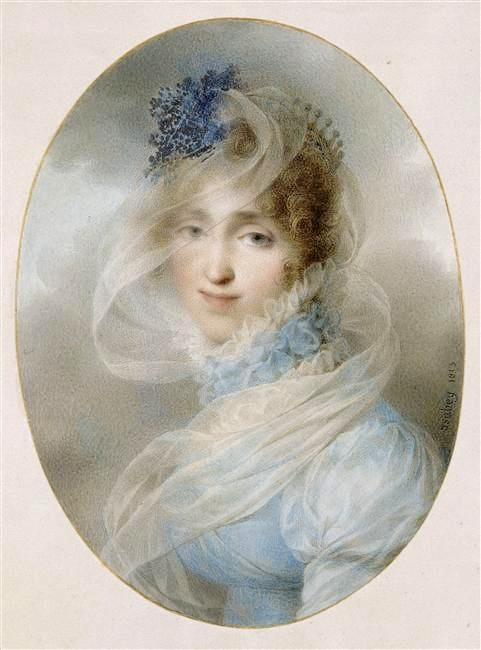
Hortense de Beauharnais par Jean-Baptiste Isabey, 1813.

Pendant la Première Restauration, elle flirte quelque temps avec le tsar Alexandre Ier de Russie qui lui accorde sa protection. À la demande de celui-ci, Louis XVIII la fait en 1814 duchesse de Saint-Leu pourvue d'une rente et de terres, ce qui lui permet d'assurer une bonne éducation à ses enfants. Sa mère meurt pendant cette période.

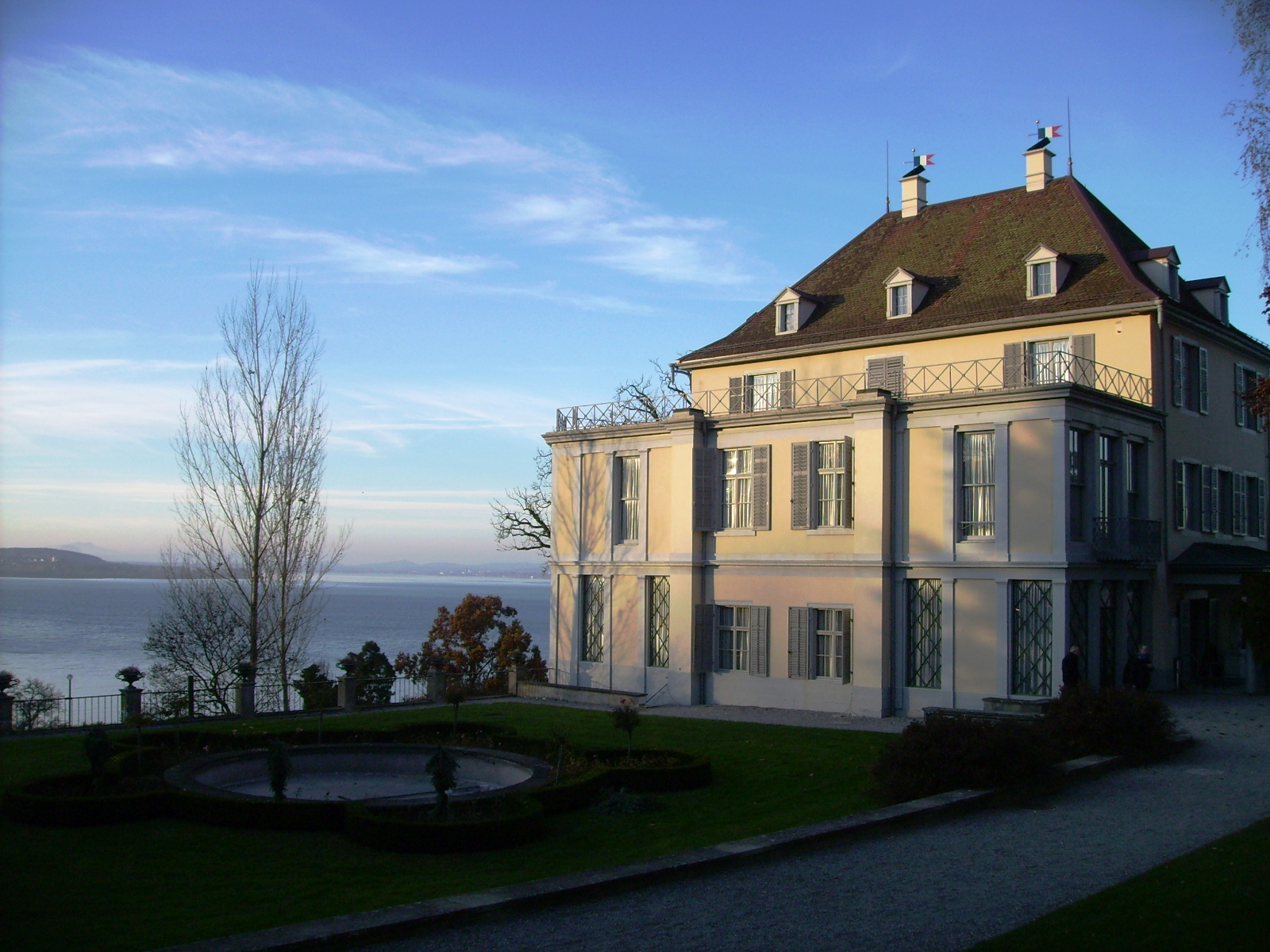
Château d'Arenenberg, devenu musée Napoléon Thurgovie depuis 1906.

Fidèle à l'Empereur pendant les Cent-Jours, elle est contrainte de gagner la Suisse en 1817 et se réfugie à Arenenberg où elle élève seule ses fils dans le château médiéval délabré qu'elle achète en février 1817 pour 30 000 florins et qu'elle fait restaurer complètement pour le transformer en une résidence d'été.
Ses seuls soutiens sont son frère, réfugié auprès de son beau-père, le roi Maximilien Ier de Bavière (qui l'a créé duc de Leuchtenberg) et leur cousine la grande-duchesse douairière de Bade, Stéphanie. Grâce à la succession de sa mère et à l'intercession de son frère, Eugène, elle dispose d'une fortune de 3 millions qui lui assure un revenu confortable de 120 000 francs.

### Exils et deuils

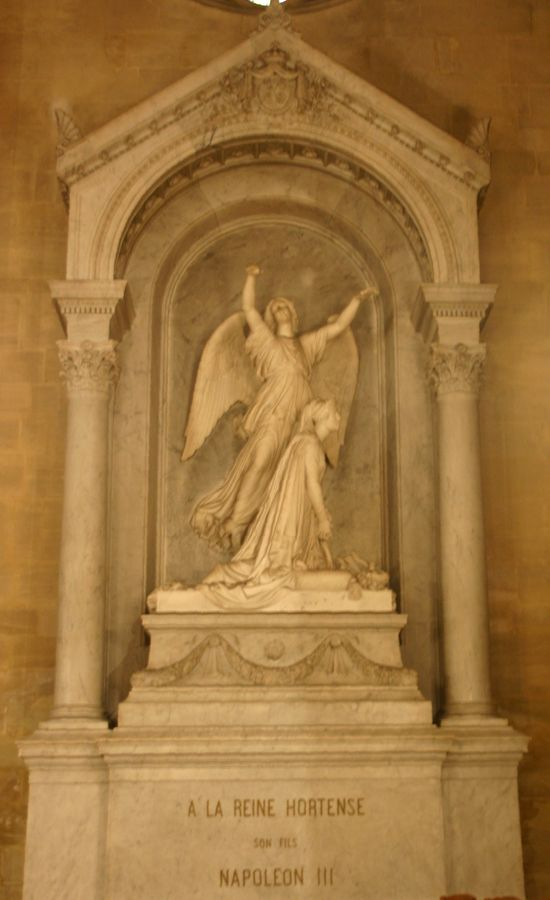
Tombeau de la reine Hortense (église Saint-Pierre-Saint-Paul de Rueil-Malmaison).

À partir de 1810, elle se rend chaque année à Aix-les-Bains (dans le giron du royaume de Sardaigne à l'époque), en cure, elle y revient par la suite avec son fils, le futur Napoléon III. En 1813, elle fait une donation à la ville d'Aix-les-bains pour fonder un hôpital, le futur hôpital de la Reine Hortense.
En 1821, Napoléon meurt en exil, puis en 1824 son frère Eugène et en 1825 le tsar de Russie. Elle s'exile à Rome en 1826, s'installant dans le palais Ruspoli en 1830. Elle perd son fils Napoléon-Louis pendant la révolte italienne en mars 1831.
Cependant, peu après, à la fin d'avril 1831, elle se rend à Paris et, par l'entremise du général d'Houdetot, aide de camp du nouveau roi des Français Louis-Philippe Ier et ancien ami d'Eugène de Beauharnais, elle obtient une entrevue secrète avec le souverain, qui n'oublie pas son intervention en faveur de sa mère, la duchesse d'Orléans, et de sa tante, la princesse de Condé, durant les Cent-Jours.
Il est probable qu'elle voulait discuter des conditions d'un établissement durable en France pour elle et pour son fils ; on a évoqué une possible élévation de Louis-Napoléon à la pairie avec le titre de duc de Saint-Leu La Forêt.
Quoi qu'il en soit, le 5 mai 1831, jour du dixième anniversaire de la mort de l'Empereur, après avoir assisté depuis les fenêtres de l'hôtel où elle est descendue rue de la Paix au défilé des bonapartistes venus en pèlerinage à la colonne Vendôme, elle repart rapidement pour l'Angleterre avec son fils, à la demande de Casimir Périer, président du Conseil. Elle reçoit plus tard, par l’entremise de Talleyrand, à cette époque en Angleterre, des passeports pour traverser la France et se rendre, par cette voie, en Suisse, où elle voulait s’établir.
Elle ne revient plus en France puisque la première loi d'exil du 10 avril 1832 frappe également, comme famille ayant régné sur la France, les membres de la famille Bonaparte.
La même année, la mort du duc de Reichstadt fait de son fils l'héritier des prétentions bonapartistes.
Gravement souffrante d'un cancer de l'utérus, Hortense lui fait part, par le docteur Henri Conneau, de sa maladie. Il rentre aussitôt, juste à temps pour assister sa mère dans ses derniers instants ; elle meurt le 5 octobre 1837. Le docteur Henri Conneau pratiqua l'autopsie et l'embaumement du corps de la reine Hortense.
Un Requiem est célébré dans l'église d'Ermatingen le 11 octobre, le corps est ensuite ramené dans la chapelle d'Arenenberg, en attendant l'autorisation du gouvernement français de la ramener à Rueil-Malmaison où elle souhaitait être enterrée près de sa mère dans l'église Saint-Pierre-Saint-Paul. Elle est déposée dans l'église de Rueil le 19 novembre.[réf. nécessaire]
Le 9 janvier, son corps est enfermé dans 3 cercueils de plomb, d'acajou et de chêne. Un service funèbre officiel a lieu le 11 janvier 1838, en présence de la famille Tascher de la Pagerie et d'un seul membre de la famille Bonaparte, Caroline. Le 16 décembre 1856, elle est transférée dans la crypte. Des projets de mausolée sont proposés par David d'Angers, puis un monument est réalisé par Bartolini, mais il ne donne pas satisfaction. Le monument définitif, en marbre blanc, est finalement réalisé par Jean-Auguste Barre et inauguré le 27 juin 1858, en présence de Napoléon III et de l'impératrice Eugénie.
Toute sa vie, Louis-Napoléon, devenu empereur, garda dans son portefeuille la dernière lettre de sa mère.[réf. nécessaire]

## Œuvres
La reine Hortense a composé des romances qu'on peut entendre au château d'Arenenberg,. Partant pour la Syrie a été l'hymne national non officiel pendant le second empire. Elle a aussi écrit ses mémoires, Mémoires de la reine Hortense, publiés par le prince Napoléon en 1834,.

## Hommages

### Littérature
Elle est le personnage principal du roman Hortense ou la reine qui chante de Gabrielle Réval (1932), qui y raconte sa jeunesse à l'institution de Madame Campan et son amour pour Duroc.

### Télévision
L'émission Secrets d'Histoire, intitulée La reine Hortense pour le meilleur et pour l'Empire, diffusée le 18 novembre 2014 sur France 2 lui est consacrée,.
Le documentaire retrace son parcours, de son mariage avec le frère de Napoléon, Louis, jusqu'à son exil forcé, en Bavière, en Italie et en Suisse, tout en s’attardant sur les lieux qui ont marqué sa vie,.

### Odonymie
Sous le Second Empire, l’empereur Napoléon III donna le nom de sa mère à trois voies publiques de Paris, mais ces appellations ne furent pas conservées par la Troisième République :
1. l’avenue de la Reine-Hortense qui devint l’avenue Hoche en 1879.
2. la rue de la Reine-Hortense qui devint la rue de l’Élysée en 1880.
3. le boulevard de la Reine-Hortense, qui devint le boulevard Richard-Lenoir.

### Joaillerie
Le diamant Hortensia, de couleur pêche de 20 carats, a été baptisé du nom d'Hortense de Beauharnais. Il fait partie des joyaux de la Couronne depuis son achat par Louis XIV, grand collectionneur entre autres, de pierres précieuses. Il est conservé et exposé au musée du Louvre.

### Botanique
Le nom de la fleur Hortensia est souvent rattaché à celui d’Hortense de Beauharnais en l’honneur de laquelle la plante aurait été nommée mais cette étymologie est anachronique. Son fils Napoléon III décernera par décret officiel les armoiries de la ville de Rueil comportant une fleur d'Hortensia en souvenir de sa mère.

## Représentations au cinéma et à la télévision
- 1937 : dans le film Les Perles de la couronne de Sacha Guitry et Christian-Jaque, elle est interprétée par Huguette Duflos.
- 1938 : dans le film A Royal Divorce de Jack Raymond, elle est interprétée par Rosalyn Boulter.
- 1974 : dans la série télévisée britannique Napoleon and Love de Philip Mackie, elle est interprétée par Sorcha Cusack.
- 1979 : dans le téléfilm Joséphine ou la Comédie des ambitions de Robert Mazoyer, elle est interprétée par Véronique Delbourg.
- 1955 : dans le film Napoléon de Sacha Guitry, elle est interprétée par Micheline Presle.
- 2002 : dans la mini-série télévisée Napoléon de Yves Simoneau, elle est interprétée par Ludivine Sagnier.
- 2023 : dans le film Napoléon de Ridley Scott, elle est interprétée par Erin Ainsworth (enfant) et Isabella Brownson (adulte).